# Lingua volgare
Lingua volgare è un'espressione con la quale si indicano le lingue parlate dal popolo (il volgo, da cui, appunto, "volgare") nel Medioevo in Europa occidentale, derivate dal latino ma notevolmente distanti dal latino classico, il quale, con la diminuzione delle comunicazioni causata dalla caduta dell'Impero romano d'Occidente, si era evoluto in modo diverso di regione in regione, in quanto influenzato da substrati diversi dovuti ai diversi idiomi originari dei popoli conquistati, nonché da superstrati dati dai dialetti delle popolazioni barbariche (germaniche, slave, etc.) confinanti. La parola "volgare" non va dunque intesa come dispregiativa, ma semplicemente come riferimento alla lingua vernacolare, quella cioè impiegata - nella sua forma prevalentemente orale - nella vita quotidiana, in distinzione rispetto a quella della tradizione letteraria latina.

## Premesse
Già in epoca romana come in quella medievale è sempre esistita una lieve distanza tra lingua scritta e lingua orale, il che ha dato origine, in concomitanza anche con la differenza culturale tra i vari ceti sociali, alla formazione dei dialetti "volgari" (in latino sermones vulgares), come detto sopra. Dal "volgare" parlato nei diversi paesi si sono evolute le attuali lingue romanze (dal latino romanicus e romanice loqui), alcune delle quali diventate di Stato (italiano, francese, spagnolo, portoghese, romeno). Nella maggior parte dei casi, con "lingua volgare" o più semplicemente "volgare" ci si riferisce alle prime forme espressive e letterarie della lingua italiana. La lingua volgare italiana non ha una data di nascita precisa, tuttavia dal secolo VIII in poi si possono trovare numerosi documenti che comprovano la necessità, per chi volesse essere compreso al di fuori della cerchia dei chierici, di adoperare, anche per iscritto, la lingua volgare.
Dall'VIII secolo si hanno le prime testimonianze di una lingua che si differenzia nettamente dal latino: i primi scritti in lingue volgari italiane pervenuti fino a noi sono l'Indovinello veronese, scritto verso l'anno 800 (che una parte degli studiosi considera però ancora un esempio di latino volgare), l'Iscrizione della catacomba di Commodilla del IX secolo, i Placiti cassinesi del 960 circa, e la Guaita di Travale, scritta il 6 luglio 1158, da molti definita un vero e proprio verso poetico e per questo ritenuta fondamentale nella ricerca delle origini del Dolce stil novo. Quali prime testimonianze di volgari in Italia sono altresì da ricordare l'iscrizione di san Clemente e Sisinnio a Roma, il Ritmo bellunese e il Glossario di Monza. Dell'842 è invece il Giuramento di Strasburgo, in volgare francese e tedesco. Nell'XI secolo i volgari italiani, con notevoli differenziazioni nelle varie regioni, molte di esse sfociate poi nelle lingue locali d'Italia, risultano in uso corrente in documenti di carattere giuridico, ecclesiastico e mercantile.

## Nascita della lingua italiana

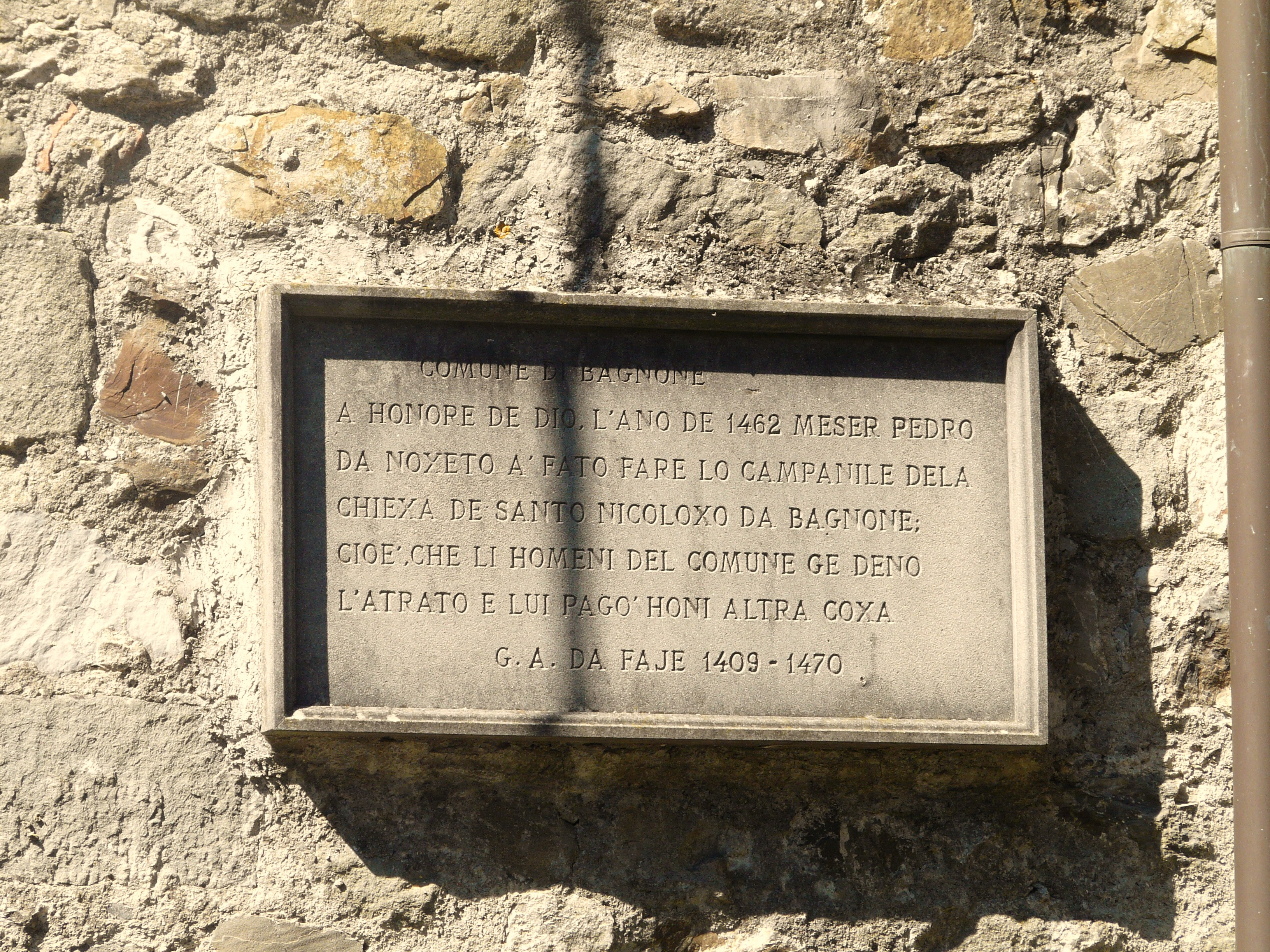
Bagnone, castello, chiesa di san Niccolò: lapide in volgare che ricorda l'edificazione del campanile

Per quanto riguarda la presenza consapevole di una lingua letteraria con l'ambizione di essere italiana, e in grado di produrre testi maturi dobbiamo invece attendere il XIII secolo, con la figura di Francesco d'Assisi (1181-1226) e con la scuola poetica siciliana (1230-1250) con Giacomo da Lentini, Cielo d'Alcamo il messinese Stefano Protonotaro che produrranno esiti fortemente influenzati dai dialetti locali, e pertanto molto diversi fra loro.
L'opera più famosa in siciliano è "Rosa fresca aulentissima". Dante Alighieri, nel dodicesimo capitolo del primo libro del trattato del De vulgari eloquentia, ricorda il volgare siciliano come uno tra i più illustri volgari italiani del suo periodo:
Nel 1268, Andrea da Grosseto traduce dal latino i Trattati morali di Albertano da Brescia, fornendo un primitivo esempio di prosa letteraria in italiano: il volgare utilizzato dal grossetano è una lingua simile al dialetto toscano da cui egli cerca di eliminare alcune caratteristiche tipicamente locali, un idioma artificiale inventato con l'ambizione di poter essere compreso in tutta la penisola tant'è che il letterato lo definisce italico. Nel XIV secolo si affermano i grandi scrittori fiorentini in lingua volgare: Dante (1265-1321), Petrarca (1304-1374) e Boccaccio (1313-1375). Grazie alla loro influenza la nuova lingua italiana nasce limitatamente al solo ambito delle arti e della letteratura, e si codifica basandosi sul dialetto toscano, emendato di alcune sue caratteristiche specifiche non ravvisabili in altri dialetti della penisola.
Nel primo Quattrocento si assiste però a una crisi del volgare, a causa di un giudizio negativo da parte dell'élite intellettuale sulle qualità retorico-stilistiche di questa lingua; contemporaneamente si nota un rinascere dell'interesse per i classici, che ben pochi erano ancora in grado di comprendere agevolmente. Anche i laici si dedicano alla ricerca e allo studio dei grandi autori latini e a poco a poco emergono dalle biblioteche testi da tempo dimenticati. Mentre a Firenze non è possibile evitare un confronto con la grande tradizione trecentesca in volgare, gli umanisti non fiorentini sono accomunati da un atteggiamento di svalutazione o disprezzo nei confronti di questa lingua.
Di fatto con l'Umanesimo le due tradizioni continuano a convivere: nella seconda metà del secolo il letterato umanista non è quasi mai esclusivamente latino, bensì bilingue, e contribuisce all'espansione del volgare; talvolta si ha persino la compresenza delle due lingue in uno stesso testo. Nel XV secolo si affermano quindi due tipi di produzione letteraria: da un lato si ha la produzione in latino, espressione di un ritorno all'antico tramite l'imitazione dei generi classici, e quindi rivolta a un pubblico di specialisti; dall'altro lato si ha la produzione in volgare, destinata a una fruizione più ampia e all'espressione di generi popolari, ma non per questo rivolta esclusivamente a un pubblico sprovvisto di mezzi intellettuali.

## Declino del latino
Nella seconda metà del Trecento si avrà un'intensificazione della circolazione dei testi in volgare, nonostante ancora alla metà del Cinquecento la produzione in questa lingua sia ancora nettamente inferiore a quella in latino: questo fenomeno è facilitato anche dall'affermarsi dell'arte della stampa a caratteri mobili.
Il latino sopravvivrà come lingua franca per i letterati e gli scienziati fino al XIX secolo inoltrato (grandi scienziati moderni come Newton, Linneo, Eulero, Gauss pubblicarono tutte le proprie opere in latino); quindi verrà soppiantato in questo ruolo dal francese e dal tedesco e, in epoca più recente, dall'inglese.